# Eagle Air

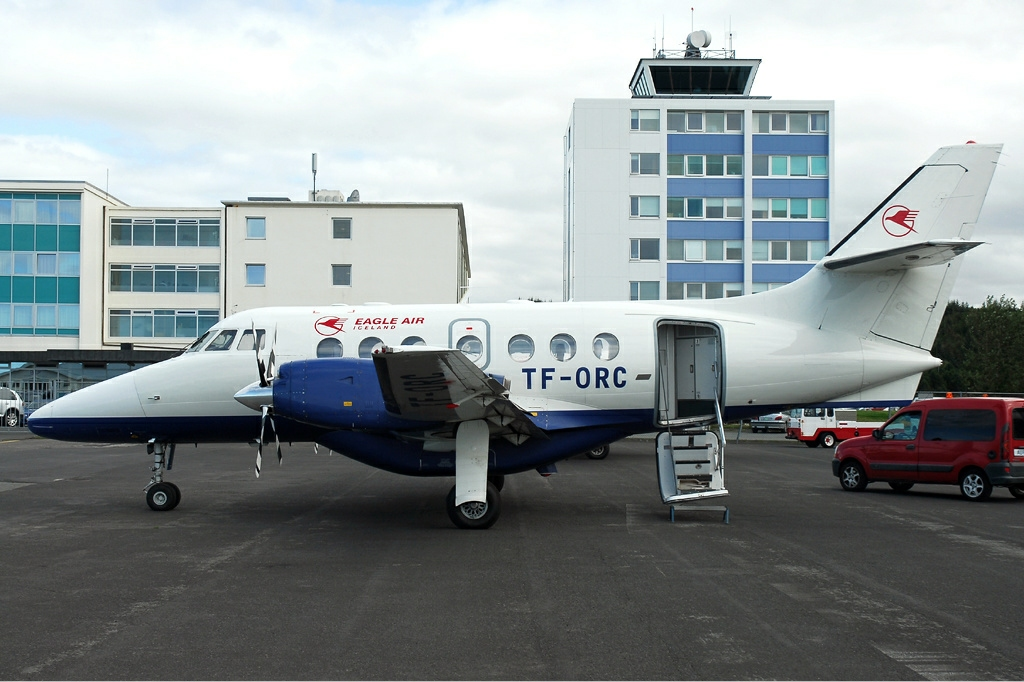
Літак British Aerospace BAe-3212 Jetstream Super 31 авіакомпанії Eagle Air в аеропорту Рейк'явіка

Eagle Air (ісл. Flugfélagið Ernir) — авіакомпанія Ісландії зі штаб-квартирою в аеропорту Рейк'явіка, здійснює регулярні та чартерні пасажирські перевезення в межах країни, у тому числі і на замовлення туристичних компаній.
Портом приписки авіакомпанії і її головним транзитним вузлом (хабом) є аеропорт Рейк'явіка.

## Історія
Авіакомпанія Eagle Air була заснована в 1970 році Херсуром Гусмундссоном як сімейний бізнес для організації авіаперевезень з віддаленого регіону Вестфірдір. Спочатку компанія працювала у сфері поштових перевезень, а також у ролі санітарної авіації, використовуючи літаки Helios Courier, Britten-Norman Islander, Piper Aztec, Piper Chieftain, Cessna Titan, de Havilland Canada DHC-6-300 Twin Otter, Cessna 206 і Cessna 185. На початку 1980-х років Eagle Air вийшла на ринок міжнародних перевезень, запустивши чартерні рейси між Ісландією, Гренландією, Скандинавією і континентальною Європою.
На початку 1990-х років Eagle Air за контрактом з Міжнародним Червоним Хрестом почала роботу в Кенії, Судані, Мозамбіку та Анголі, доставляючи гуманітарну допомогу в постраждалі від громадянської війни регіони. У 1995 році власники авіакомпанії вирішили розірвати договір з МКК і сконцентруватися на розвитку бізнесу в сфері комерційних авіаперевезень.

## Маршрутна мережа регулярних перевезень
З аеропорту Рейк'явіка в:
- аеропорт Хорнафьюрсур (HFN) в Гебні
- аеропорт Хусавік (HZK) в Хусавіку
- аеропорт Білдудалур (BIU) в Білдудалурі
- аеропорт Г'єгур (GJR) в Арнешреппурі
- аеропорт Вестманнаяр (VEY) в Геймаеї

## Повітряний флот
- British Aerospace Jetstream 32: реєстраційні номери TF-ORA і TF-ORC
- Cessna 441 Conquest II: TF-ORF
- Cessna 207A Stationair 8: TF-ORB
- Cessna A185F Skywagon: TF-ORN
- Reims F406 Caravan II: TF-ORD
- Dornier 328